# Octuor en fa majeur de Schubert
L'Octuor en fa majeur, D. 803 est la plus longue des œuvres de musique de chambre de Franz Schubert. Il comporte six mouvements et dure près d'une heure.
Cet octuor figure parmi les œuvres les plus populaires pour les grands ensembles de musique de chambre.

## Contexte
La pièce est composée en février 1824 (et achevé le 1er mars) probablement sur une commande du comte Ferdinand Troyer, un clarinettiste amateur de renom et mécène, qui organisait chez lui des réunions musicales avec des instrumentistes réputés. L'octuor est quasi contemporain des quatuors « Rosamunde » et « La Jeune Fille et la Mort ». Schubert est alors rongé par la syphilis qu'il a contractée en 1822 et improductif depuis deux mois. Pourtant, la tonalité de fa majeur, habituellement peu employée par Schubert, se démarque des tonalités mineures de ses compositions instrumentales contemporaines, et semble refléter une volonté de bonne humeur. L'Octuor ne fut publié qu'en 1853, de manière partielle (deux mouvements ont été omis dans la première impression), puis en 1875 de façon complète.
On peut rapprocher cette œuvre du Septuor, op. 20 de Ludwig van Beethoven qui a probablement servit de modèle tant par la formation instrumentale (rajout d'un second violon) que par le plan général. Cette composition s'inscrit de fait dans un projet plus vaste : celui de concevoir une symphonie aux dimensions beethovéniennes. Peu après, en 1825, Schubert composera sa Symphonie en ut majeur, D.944, dite « Grande Symphonie ».
La première exécution eut lieu en privé au printemps 1824 chez Ferdinand Troyer, avec le comte lui-même à la clarinette ; le premier violon était Ignaz Schuppanzigh, un célèbre interprète de musique de chambre. La première exécution publique eut lieu le 16 avril 1827 lors d'un concert au Musikverein de Vienne. La pièce a été critiquée avant tout en raison de sa longueur importante (environ 50 minutes). Après la mort du musicien, l'octuor fut abandonné et ne fut plus jamais joué ; il fut publié à titre posthume, plusieurs années après sa composition, bien que Schubert ait approché plusieurs éditeurs, dont l'incontournable Breitkopf & Härtel.
L'œuvre est créée par la plupart des musiciens qui avaient créé le Septuor de Beethoven employés par  l'archiduc Rodolphe d'Autriche (1788-1831) (à qui le Trio à l'Archiduc est dédié), et également employeur du comte Troyer.

## Structure
L'œuvre est composée de six mouvements pour clarinette, basson, cor, deux violons, un alto, un violoncelle et une contrebasse :
1. Adagio – Allegro – Più allegro ;
2. Adagio ;
3. Allegro vivace – Trio – Allegro vivace ;
4. Andante – variations. Un poco più mosso – Più lento ;
5. Menuetto. Allegretto – Trio – Menuetto – Coda ;
6. Andante molto – Allegro – Andante molto – Allegro molto.

## Instrumentation
L'octuor en fa majeur est écrit pour un ensemble composé d'une clarinette, d'un basson, d'un cor, de deux violons, d'un alto, d'un violoncelle et d'une contrebasse.

## Analyse
L'œuvre est clairement apparentée à la composition de Beethoven ; Schubert a utilisé le même ensemble en y ajoutant un second violon, et la structure est exactement la même, de même que la succession des mouvements. L'Octuor appartient au type de compositions connues sous le nom de divertimento viennois, dont font partie celles écrites par Mozart et par Beethoven lui-même avec son Septuor.
La structure de base des mouvements est similaire à celle du Septuor, de même que de nombreux rapports de tonalité entre les mouvements et la tonalité principale (mi bémol pour le Septuor, fa majeur pour l'Octuor).

### Premier mouvement
Le thème du premier mouvement est emprunté au lied Der Wanderer. Le premier mouvement commence par un bref Adagio à l'atmosphère persuasive, immédiatement suivi par un Allegro plus ample, dans lequel le compositeur réussit à créer un jeu de sonorités équilibré entre les bois et les cordes, le premier violon et la clarinette se distinguant par un phrasé élégant, toujours en dialogue continu avec les autres éléments.

### Deuxième mouvement
L'Adagio qui suit est la page la plus intensément expressive de toute la composition ; c'est un mouvement teinté de mélancolie qui privilégie le timbre moelleux de la clarinette, qui expose la mélodie principale avec son caractère cantabile et rêveur. En raison de sa beauté, cette page a ensuite fait l'objet de transcriptions plutôt douteuses, ce qui en fait une seule pièce au titre inapproprié de Preghiera.

### Troisième mouvement
Le troisième mouvement, Allegro vivace, est un scherzo au rythme vif et bien marqué. Le Trio qui suit a un développement dansant et populaire.

### Quatrième mouvement
Les variations du quatrième mouvement sont basées sur un thème du Singspiel de Schubert Die Freunde von Salamanka (en). L'Andante en do majeur consiste en un thème et sept variations qui se termine par une coda ; le motif principal reprend une mélodie du duo "Die Freunde von Salamanka" que Schubert avait lui-même composé en 1815. Les premières variations présentent les instruments individuels l'un après l'autre ; les trois dernières sont plus complexes sur le plan musical.

### Cinquième mouvement
Le cinquième mouvement est un menuet au rythme délicat et dansant, élégant et persuasif, souligné par des accents de cor retenus. Le Trio final, en si bémol majeur, confère au mouvement une certaine vivacité.

### Sixième mouvement
Le mouvement final commence par un bref Andante molto, intense et comme dans une attente dramatique, souligné par le trémolo des cordes, pour arriver à l'Allegro final, qui rétablit la sérénité en dissipant toute anxiété.

## Enregistrements (sélection)
Le Quatuor Pascal avec Jacques Dumont (violon I), Maurice Crut (violon II), Léon Pascal (alto) et Robert Salles (violoncelle), a enregistré l'Octuor au début des années 1950 pour le label (Musical Masterpiece Society MMS-2219).
Le Melos Ensemble a été fondé pour interpréter des œuvres telles que l'Octuor pour instruments à vent et cordes. L'octuor a été enregistré en 1967 avec Gervase de Peyer (clarinette), William Waterhouse (basson), Neill Sanders (cor), Emanuel Hurwitz et Ivor McMahon (violon), Cecil Aronowitz (alto), Terence Weil (violoncelle) et Adrian Beers (contrebasse).
Un enregistrement de l'ensemble de chambre de l'Academy of St Martin in the Fields avec Iona Brown (violon I) et Timothy Brown (cor) a remporté un Grand Prix du Disque de l'Académie Charles-Cros.
La Camerata Freden l'a enregistré en 2003 avec Adrian Adlam (violon I), Cristiano Gualco (violon II), Michael Hesselink (clarinette), Marjolein Dispa (alto), Michel Dispa (violoncelle), Ilka Emmert (contrebasse), Letizia Viola (basson) et Ron Schaaper (cor),.
Janine Jansen (violon I) ainsi que Gregory Ahss (violon II), Nimrod Guez (alto), Nicolas Altstaedt (violoncelle), Rick Stotijn (contrebasse), Andreas Ottensamer (clarinette), Fredrik Ekdahl (basson) et Radek Baborák (cor) ont interprété, et enregistré la pièce (en vidéo) lors du Festival international de musique de chambre 2015 à Utrecht,.